# Ompok fumidus
Ompok fumidus es una especie de peces de la familia Siluridae en el orden de los Siluriformes.

## Morfología
- Los machos pueden llegar alcanzar los 15 cm de longitud total.[2][3]

## Distribución geográfica
Se encuentra en Malasia y Borneo.